# Gmina Kazimierz Biskupi
Gmina Kazimierz Biskupi là một gmina nông thôn (quận hành chính) thuộc huyện Konin, Voivodeship Greater Ba Lan, ở phía tây trung tâm Ba Lan. Khu vực hành chính của nó là làng Kazimierz Biskupi, nằm khoảng 13 kilômét (8 mi)  phía tây bắc của Konin và 86 km (53 mi) về phía đông của thủ phủ khu vực Poznan.
Gmina có diện tích 107,96 kilômét vuông (41,7 dặm vuông Anh) và tính đến năm 2006, tổng dân số của nó là 10,459.

## Làng
Gmina Kazimierz Biskupi bao gồm các làng và các khu định cư như Anielewo, Bielawy, Bochlewo, Bochlewo Drugie, Borowe, Cząstków, Daninów, Dębówka, Dobrosołowo, Dobrosołowo Drugie, Dobrosołowo Trzecie, Jóźwin, Kamienica, Kamienica-Majątek, Kazimierz Biskupi, Komorowo, Komorowo-Kolonia, Kozarzew, Kozarzewek, Ludwików, Marantów, Mokra, Nieświastów, Olesin, Olszowe, Posada, Radwaniec, Smuczyn, Sokółki, Stefanowo, Tokarki, Tokarki Drugie, Tokarki Pierwsze, Warznia, Wieruszew, Wierzchy, Włodzimirów, Wola Łaszczowa và Wygoda.

## Gminas lân cận
Gmina Kazimierz Biskupi giáp với thành phố Konin và với các gmina khác như Golina, Kleczew, Ostrowite, Ślesin và Slupca.